# ثوم شرجياني
الثوم الشرجياني (باللاتينية: Allium schergianum) نوع نباتي عشبي يتبع جنس الثوم من الفصيلة الثومية.

## الموئل والانتشار
النبات واطن في بلاد الشام وتركيا.